# Marcos Xavier

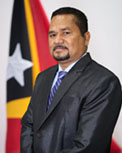
Marcos Xavier

Marcos Xavier (* 8. August 1973 in Lahomea, Bobonaro, Portugiesisch-Timor) ist ein osttimoresischer Politiker. Er ist Mitglied der Partei Congresso Nacional da Reconstrução Timorense (CNRT) und Vizekoordinator des CNRT in der Gemeinde Bobonaro.

## Werdegang
Xavier hat einen Bachelor-Abschluss.
Auf Listenplatz 40 des CNRT scheiterte Xavier bei den Parlamentswahlen in Osttimor 2017, da die Partei nur 22 Sitze gewann.
Nach der vorzeitigen Auflösung des Parlaments 2018 trat Xavier bei den Neuwahlen am 12. Mai auf Listenplatz 25 der Aliança para Mudança e Progresso (AMP) an, zu der auch der CNRT gehört, und zog in das Parlament ein. Er wurde Vizepräsident der Kommission für Infrastruktur (Kommission E), wurde aber dann einfaches Mitglied der Kommission E nach der Umstrukturierung am 16. Juni 2020.
Bei den Parlamentswahlen 2023 erhielt Xavier Platz 11 auf der Liste des CNRT und erneut einen Sitz im Nationalparlament. Hier wurde er nun Präsident der Kommission für Infrastruktur (Kommission E).